# Type 80 (siluro)
Il Type 80 (in giapponese Hachimaru shiki gyōrai) è un siluro pesante giapponese per sottomarini, noto anche con la sigla G-11.
Fu il primo siluro di fabbricazione giapponese dotato di guida cablata, con prestazioni pari  o superiori ai siluri occidentali.

## Storia e sviluppo
La JMSDF aveva introdotto in servizio il siluro statunitense Mk 37 sui propri sottomarini, ma l'US Navy stava impiegando anche il siluro Mk 48, entrato in servizio nel 1972, che aveva prestazioni più elevate. Per questo motivo si richiese la fabbricazione nazionale di un siluro ad alte prestazioni, e gli studi e le ricerche incominciarono molto prima che tali esigenze si manifestassero, essendo già nel 1965 avviato un programma per una nuova generazione di siluri. Tuttavia soltanto nel 1975 iniziarono le prove dei prototipi che portarono effettivamente alla realizzazione del Type 80, in questa fase chiamato G-RX, e poi G-11 quando divenne operativo. Il nome Type 80 fu assegnato invece quando entrò in servizio con la JMSDF nel 1980. La costruzione fu affidata al gruppo Mitsubishi Heavy Industries che aveva le necessarie competenze nel settore per portare avanti con successo il progetto.

## Caratteristiche
Il Type 80 si dimostrò superiore al siluro Mk 37, e fu dotato anche di una guida cablata, oltre al sistema di guida con sonar attivo e passivo. 
La propulsione era garantita da un motore elettrico alimentato da una batteria all'ossido d'argento, che faceva girare delle eliche controrotanti. Così la velocità massima raggiunta era circa 34 nodi, e ciò gli conferiva prestazioni nettamente migliori rispetto al siluro Mk 37. Poiché i tubi lanciasiluri dei sottomarini giapponesi hanno un diametro di 533 mm, e il Type 80 è largo 483 mm, si impiega per il lancio il sistema swim-out.